# Panegyrtes fraternus
Panegyrtes fraternus là một loài bọ cánh cứng trong họ Cerambycidae.